# Daimús
Daimús (em valenciano e oficialmente) ou Daimuz (em castelhano) é um município da Espanha na província de Valência, Comunidade Valenciana. Tem 3,1 km² de área e em 2021 tinha 3 277 habitantes (densidade: 1 057,1 hab./km²).

## Demografia
| Variação demográfica do município entre 1991 e 2004 | Variação demográfica do município entre 1991 e 2004 | Variação demográfica do município entre 1991 e 2004 | Variação demográfica do município entre 1991 e 2004 |
| --------------------------------------------------- | --------------------------------------------------- | --------------------------------------------------- | --------------------------------------------------- |
| 1991                                                | 1996                                                | 2001                                                | 2004                                                |
| 1279                                                | 1389                                                | 1922                                                | 2242                                                |